# Mirella Freni
Mirella Freni (Módena, 27 de fevereiro de 1935 – Módena, 9 de fevereiro de 2020) foi uma soprano italiana, conhecida pela voz, dicção e interpretações no palco.[carece de fontes?] Seu repertório era formado por aproximidade quarenta papéis, de compositores como Verdi, Puccini, Mozart e Tchaikovsky. Freni foi casada por 26 anos com o baixo búlgaro Nicolai Ghiaurov.

## Biografia
Mirella Freni nasceu em uma família da classe trabalhadora em Modena, sua mãe e a mãe de Luciano Pavarotti trabalharam juntas em uma fábrica de fumo na cidade, e Freni e Pavarotti eram amigos de infância. Ela, aos dez anos de idade, venceu uma competição de uma rádio, cantando "Un bel dì vedremo". O mundialmente famoso e celebrado tenor Beniamino Gigli ajudou-a a aperfeiçoar sua voz e deu conselhos a ela até ficar mais velha. Mirella fez sua estréia operistica em Modena em 1955, aos dezenove anos de idade, como Micaëla na ópera Carmen (Bizet). Nesse período ela cantou muitas outras vezes na cidade e casou-se com o maestro Leone Magiera, com quem teve um filho.
Em 1958 ela alavancou sua carreira, vencendo uma competição e cantando o papel deMimì da ópera La Bohème no Teatro Regio em Torino. Ela então cantou com a Ópera Holandesa durante as temporadas de 1959 e 1960. Ela ficou mundialmente conhecida quando executou Adina da ópera L'Elisir D'Amore (Donizetti) em uma produção de Franco Zeffirelli no Glyndebourne, onde ela também cantou os papéis de Susanna e Zerlina de Mozart, nas temporadas de 1960 e 1962. Em 1961 Freni fez sua estréia Royal Opera House como Nannetta da ópera Falstaff de Giuseppe Verdi. Em 1963 ela fez sua estréia no La Scala de Milão, em uma produção de Zeffirelli e regência de Herbert von Karajan (Freni acabou se tornando uma das cantoras favoritas de Karajan, e fez colatura com ele em diversas óperas e concertos). Em 1965, Freni fez sua estréia no Metropolitan Opera como Mimì e posteriormente apareceu em Tosca (Puccini), Faust e Romeu e Julieta.
Do início da década de 1970 até 1980, Freni começou a cantar papéis mais difíceis de Verdi, como Elisabetta da ópera Don Carlo, Desdemona de Otello (que cantou ao lado de Jon Vickers), Elvira de Ernani, Leonora de La Forza del Destino, Aida da ópera homônima e Amelia de Simon Boccanegra. Ela também interpretou heroínas puccinianas Manon Lescaut e Tosca, e gravou Madama Butterfly e Il Trittico. Em 1981 ela casou-se com Nicolai Ghiaurov, um dos mais celebrados baixos de sua época. Juntos eles ajudaram a estabelecer o Centro Universitário do Bel Canto, onde eles começaram a dar master classes em 2002.
Freni publicou suas memórias em 1990 e também recebeu a condecoração de Cavaleira da Grande Cruz da República Italiana e a Honra de Legião Francesa, em Março de 1993.
Na década de 1990, Freni adicionou ao seu repertório, papéis de óperas veristas, como Adriana Lecouvreur (Cilea), cantando em Paris, Milão, Barcelona e Nova Iorque e Fedora (Umberto Giordano) cantando em Londres, Milão, Nova Iorque, Tornio, Barcelona e Zurique. Em 1998 ela apareceu em papéis de óperas de Tchaikovsky, como nas óperas Eugene Onegin, Queen of Spades e Orleanskaya Deva. Em 2005 o Metropolitan Opera celebrou com um concerto de gala, regido por James Levine, o quadragésimo aniversário da estréia dela na casa e seu quinquagésimo aniversário. Em 1999 esteve em São Paulo, onde se apresentou no Teatro Municipal, junto da Orquestra Sinfônica Municipal, dirigida por Stefano Ranzani.
Mirella Freni encerrou sua carreira com Orleanskaya Deva na Ópera Nacional em Washington, dia 11 de Abril de 2005, aos setenta anos de idade.
Morreu no dia 9 de fevereiro de 2020, aos 84 anos, em sua casa, em Módena.